# 西粟倉村立西粟倉小学校
西粟倉村立西粟倉小学校（にしあわくらそんりつ にしあわくらしょうがっこう）は、岡山県英田郡西粟倉村長尾にある公立小学校。

## 沿革
この節の出典
- 1875年（明治8年）5月 - 守真小学校として開校。
- 1890年（明治23年）3月 - 守真尋常小学校と改称。
- 1902年（明治35年）
  - 4月 - 西粟倉尋常高等小学校と影石尋常高等小学校に分校する。
  - 5月 - 高等科併置し、西粟倉尋常高等小学校と改称。
- 1947年（昭和22年）4月 - 西粟倉小学校と改称。
- 1999年（平成11年）4月 - 西粟倉小学校と影石小学校が統合し、西粟倉村立西粟倉小学校開校（校舎・体育館・プール落成）。
- 2020年（令和2年）1月 - 西粟倉村防災拠点整備事業（体育館）設備導入。
- 2021年（令和3年）2月 - 地域熱供給システム導入（暖房・温水）
- 2022年（令和4年）9月 - ユネスコスクール・キャンディデートの承認。

## 周辺
- 国道373号
- 吉野川
- 引谷川 - 学校付近で、吉野川に合流する。
- 智頭急行智頭線 - ただし、西粟倉駅は、少し離れている。
- 鳥取自動車道 - ただし、西粟倉ICは、やや離れている。
- 粟倉神社
- 西粟倉村役場
  - あわくら会館・図書館

## アクセス
- 智頭急行智頭線西粟倉駅から、徒歩約820m・約13分。

## 著名な出身者
- 福井優也（プロ野球選手・投手、東北楽天ゴールデンイーグルス）